# John Galt Solutions
John Galt Solutions（ジョンゴールトソリューションズ）は、グローバル企業から中堅企業向けに、 需要予測を始めとするEnd-to-Endでサプライチェーン・マネジメント・ソリューションを提供するアメリカの非上場企業である。

## 概要
John Galt Solutionsは、イリノイ州シカゴに設立され、現在はテキサス州オースティンに本社を置く。需要予測およびサプライチェーン全体の計画（End-to-End Planning）に特化したソフトウェアを提供する企業である。

## 歴史
1996年、Annemarie Omrodにより設立。 社名は、アイン・ランドの小説『肩をすくめるアトラス（Atlas Shrugged）』に登場する象徴的な人物「ジョン・ゴールト」に由来している。創業初期には、電力会社向けにデータウェアハウスの構築を手がけていたが、1997年には予測支援ツール「ForecastX Wizard」を開発。
1998年には、INSEAD（欧州経営大学院）が主催する予測精度の国際コンペティション「M3 Forecasting Competition」に参加し、全カテゴリで上位2位以内の成績を収めた。
また、ホルト・ウィルソン教授（中央ミシガン大学）、バリー・キーティング教授（ノートルダム大学）と共同で、経営予測に関する教科書『Business Forecasting（第6版）』を出版している。

## 主要製品・ソリューション
Atlas Planning Platformは、John Galt Solutionsが提供する、AIと自動化を実用的に落とし込んだ手法にてサプライチェーン全体を統合的に計画・最適化するSaaS型のサプライチェーン計画系ソリューションである。創業当初から注力してきた需要予測を起点に、販売・生産・在庫（PSI）とS&OP（販売・業務計画）を一気通貫で管理し、現実的かつ柔軟な需給計画を支援するプラットフォームとして設計されている。
Atlasは、部門ごとに分断されがちな販売計画（Sales）、生産計画（Production）、在庫計画（Inventory）をリアルタイムに統合し、PSIの整合性を保ったシナリオ比較と意思決定を支援する「統合ライブ・プランニング環境」を提供。
戦略・計画・実行の間に存在する“見えない断絶”をつなぎ、S&OPやIBPの運用をAIや自動化を用いて“実働レベル”にまで落とし込む点が特長である。
また、予測エンジン「Procast™」は、同社が創業以来、中核テクノロジーの1つとして位置づけられており、需要予測において、商品特性に応じて最適な予測手法を自動選定し、計画精度の安定化と人手の削減を両立する。設計変更、需要変動、新製品上市といった日々の変化にも、需給調整しながら迅速に対応できる柔軟性を備えている。このテクノロジーを基点としてAIを活用した需要予測により、供給側が抱える過剰在庫や欠品リスク、製造能力のひっ迫といった課題に対して、需要起点での可視化と調整判断を可能にしている。
多くのサプライチェーン計画系ソリューションベンダーが、供給制約や製造リソースを起点に改革を図る構造を採用しているのに対し、Atlasはあくまで“需要の実態”を出発点とし、販売・生産・在庫（PSI）全体をその需要に整合させていくアプローチを採っており、「需要起点型のエンドツーエンドサプライチェーン計画」は、計画と現場の乖離を防ぎ、設計変更・販促・季節波動などの前線変化に即応できる柔軟性と、実行可能性の高いS&OPを両立させる点で、従来の“供給起点型E2E”とは本質的に異なる構造を有している。
- 2025年4月14日、ガートナー社の2025年 マジック・クアドラント™にて、チャレンジャーを獲得
- 2024年12月10日、IDC社 MarketScape: Worldwide Supply Chain Planning Overall 2024 Vendor Assessmentにてリーダーを獲得
- 2024年7月16日、米国Nucleus Research社がSupply Chain Planning Technology Value Matrix2024にてリーダーを獲得